# Zajmyszcze (rejon koriukowski)
Zajmyszcze (ukr. Займище) – wieś na Ukrainie, w obwodzie czernihowskim, w rejonie koriukowskim, w hromadzie Snowśk. W 2001 liczyła 502 mieszkańców, spośród których 490 wskazało jako ojczysty język ukraiński, 10 rosyjski, a 2 białoruski.